# Wysoczyzna Nowogródzka
Wysoczyzna Nowogródzka (843.26; biał. Навагрудскае ўзвышша, Nawahrudskaje uzwyszsza; ros. Новогрудская возвышенность, Nowogrudskaja wozwyszennost´) – mezoregion fizycznogeograficzny Europy Wschodniej położony na obszarze Białorusi i w niewielkiej części Litwy, wchodzący w skład megaregionu Nizina Wschodnioeuropejska, prowincji Niż Wschodniobałtycko-Białoruski i podprowincji Wysoczyzny Podlasko-Białoruskie, makroregionu Poniemnie. Charakterystyczną cechą terenu jest występowanie wzgórz morenowych. Zgodnie z uniwersalną regionalizacją dziesiętną mezoregion oznaczony jest numerem 843.26.